# 塞沃亞蒂河

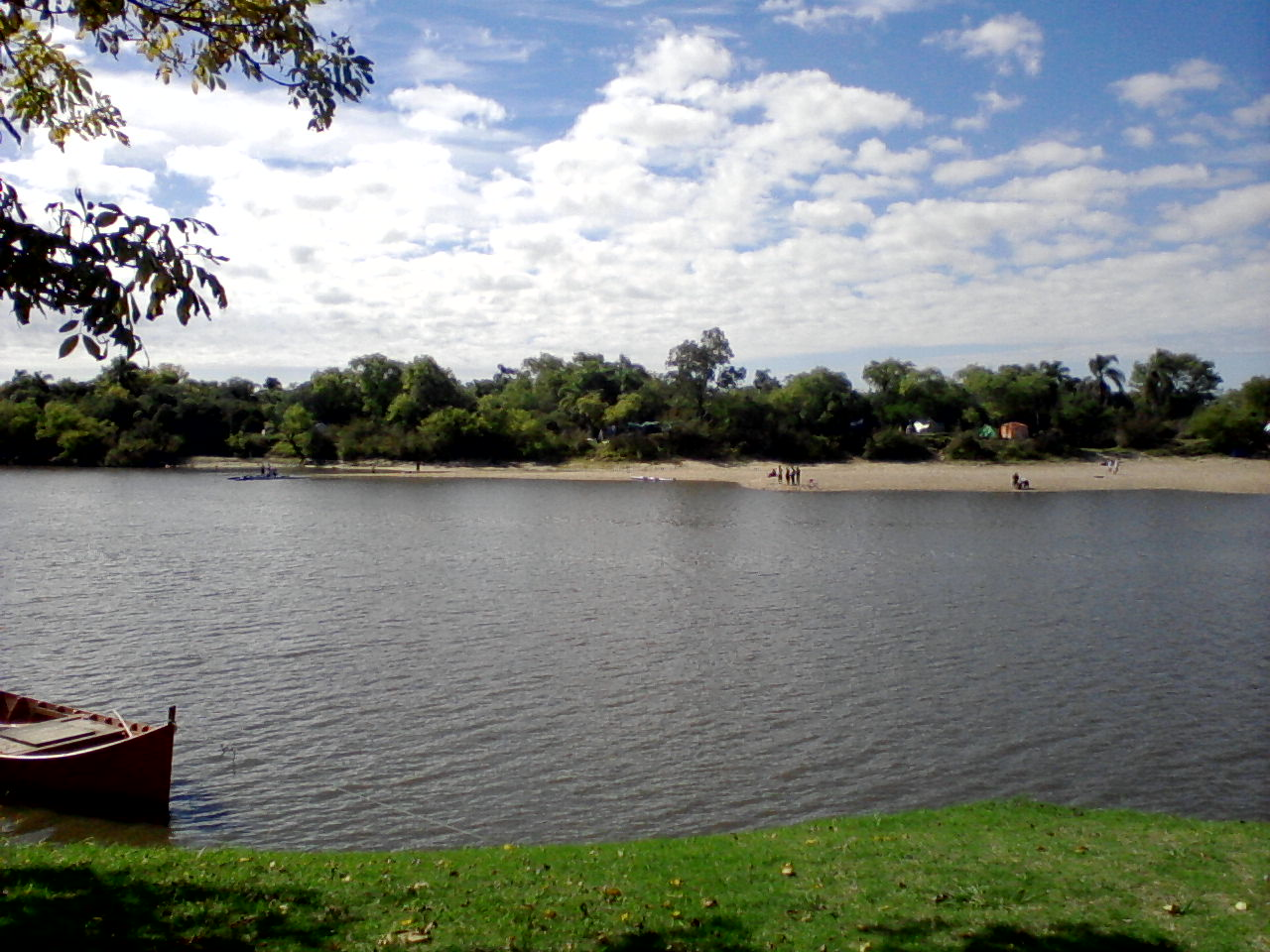
塞沃亞蒂河

塞沃亞蒂河（西班牙語：Río Cebollatí）是烏拉圭的河流，河道全長235公里，流域面積14,085平方公里，流經拉瓦耶哈省、羅恰省和三十三人省，最終注入米林潟湖，支流有大奧利馬爾河。

## 外部連結
- GEOnet Names Server （页面存档备份，存于）

33°09′21″S 53°38′18″W / 33.15583°S 53.63833°W